# Westraum
Der Begriff Westraum bezeichnete im völkischen und nationalsozialistischen Kontext eine Reihe von Regionen unterschiedlicher staatlicher und ethnischer Zugehörigkeit zwischen der Nordsee- und Kanalküste und den Alpen. Diese Regionen wurden als deutscher „Volks- und Kulturboden“ oder als ein deutscher „Grenzraum“ begriffen. Als politisch motiviertes, jedoch wissenschaftlich legitimiertes Raumkonzept bildete der „Westraum“ ein Paradigma der so genannten Westforschung. In seiner strategischen Funktion zielte er auf eine kulturelle Durchdringung, politische Infiltration bzw. militärische Aneignung dieser Gebiete. Abweichend von älteren Raumkonzepten beschränkte sich der „Westraum“ weder auf die im Friedensvertrag von Versailles abgetretenen deutschen Grenzgebiete, noch auf das Gebiet zwischen der Staats- und der Sprachgrenze. Er gehörte vielmehr einer Gruppe von Raumkonzepten an, die sämtliche Abschnitte der deutschen Reichsgrenze als Räume begriffen, die weit in die benachbarten Staaten übergriffen (z. B. „Ostraum“, „Südostraum“, „Nordmark“).

## Geographische Dimension
Die Mehrzahl der Autoren und Akteure begriff als Westraum: die innerdeutschen rheinischen Grenzgebiete, die im Versailler Vertrag abgetretenen Gebiete Elsaß-Lothringen und Eupen-Malmedy, das internationalisierte Saargebiet, das Großherzogtum Luxemburg, die Niederlande, Belgien, den Nordosten und Osten Frankreichs und die deutschsprachige Schweiz. In Variationen kamen das Ruhrgebiet, die übrige Schweiz sowie die Gebiete des historischen Burgund und Savoyens hinzu, wodurch der „Westraum“ bis zur Rhone oder gar bis zum Mittelmeer ausgeweitet werden konnte.
Im geographischen und geopolitischen, aber auch im historiographischen Diskurs wurde der „Westraum“ annähernd mit dem Stromgebiet des Rheins gleichgesetzt, dem Maas und Schelde als Nebenströme zugeordnet wurden. Bei einer Einbeziehung Burgunds zielen geographische Argumentationen auf die Wechselbeziehungen zwischen Rhein und Rhone sowie die verbindende Funktion der Burgundischen Pforte als gebirgsfreie Verbindungslandschaft zwischen der oberrheinischen Ebene und dem südöstlichen Frankreich. Die Homogenität der Stromsysteme wurde zuweilen in eine Homogenität der Verkehrssysteme, der Kultur- oder der Wirtschaftsräume übertragen. Alternative geographische und geopolitische Argumentationen deuteten die Mittelgebirge (Artois, Ardennen, Eifel, Hunsrück, Vogesen, Jura) als natürliche Sperrlandschaften und hoben ihre strategische Funktion im Kriegsfall hervor.

## Historische Dimension
Aus historischer Perspektive erschien der „Westraum“ als Austragungsraum eines epochenübergreifenden deutsch-französischen Kampfes (vgl. Deutsch-französische Erbfeindschaft). Die mittelalterliche und neuzeitliche Geschichte wurde hierbei als die schrittweise Zerstörung und Aneignung des deutschen „Westraumes“ durch Frankreich begriffen. Damit verbunden waren Vorstellungen einer Festungsfunktion dieses Raumes, die von Frankreich systematisch außer Kraft gesetzt worden sei. Hierbei konnte der Fokus auf dem Verhältnis romanischer und germanischer Kultur, den germanischen Siedlungsbewegungen der Spätantike bzw. des frühen Mittelalters, den fränkischen Reichsteilungen (merowingisches Austrasien, karolingisches Lotharingien) oder aus der Vereinigung Lotharingiens mit dem ottonischen Ostreich gebildet habe. Aus imperialistischer Sicht forderte Ernst Hasse schon um die Jahrhundertwende eine kräftige Ausdehnung deutscher Herrschaft und Grenzen nach Westen (und auch nach Osten), wenn dem Reich überseeische Kolonien verwehrt blieben. Hannah Arendt hat seine Gedanken dazu ausführlich dargestellt in Elemente und Ursprünge totaler Herrschaft.
Unter den mit dem NS gleichzeitigen Wurzeln des „Westraums“ spielte Franz Petris These einer germanischen Besiedlung der Wallonie und Nordostfrankreichs eine herausragende Rolle; weitere Kernthesen beschrieben die Herausbildung der Sprachgrenze als Rückzugsbewegung des Germanischen (Franz Steinbach) oder stellten die Zugehörigkeit romanischer Bevölkerungen, der so genannten Reichsromanen, zum Heiligen Römischen Reich deutscher Nation in den Mittelpunkt. Diese Argumentation erlaubte während des Zweiten Weltkrieges auch die Anwerbung frankophoner Kollaborateure als Angehörige des „Westraumes“. Das Petri-Steinbach-„Institut für geschichtliche Landeskunde der Rheinlande“ in Bonn, den Gründer Hermann Aubin eingeschlossen, bestand über das Kriegsende 1945 hinaus, es wurde 2005 aufgelöst und seine Arbeitsfelder wurden auf verschiedene andere Universitäts-Einrichtungen verteilt (siehe Abteilung für Rheinische Landesgeschichte des Instituts für Geschichtswissenschaft der Universität Bonn).

## Begriffsgeschichte und Synonyme
Ein Deutschvölkischer Schutz- und Trutzbund war der Nährboden für den Begriff „Westraum“ in der 2. Hälfte der 1920er Jahre. Er wurde rasch von radikalen jungkonservativen Grenzlandaktivisten aufgegriffen. Synonym existierte seit Beginn der 1920er Jahre der Terminus „Westland“, der später als Name einer Standarte der Waffen-SS verwendet wurde. Auch eine SS-nahe, vom deutschen „Reichskommissar für die besetzten niederländischen Gebiete“ Seyß-Inquart herausgegebene Zeitschrift trug diesen Namen.
Als weiteres Synonym kann der Terminus „Westmark“ gelten, der 1870 erstmals von Heinrich von Treitschke für das besetzte Elsaß-Lothringen vorgeschlagen worden war. Vom Alldeutschen Verband und radikalen völkischen Kreisen der Jahrhundertwende aufgegriffen, war er bis zum Ersten Weltkrieg auf die oben genannten Gebiete erweitert und mit Vorstellungen einer diktatorialen Verwaltung sowie einer germanisierenden Bevölkerungspolitik verknüpft worden. In der Kriegszielbewegung stand der Begriff „Westmark“ schließlich für die okkupierten frankophonen Territorien, in denen nach einer „Annexion frei von Menschen“ systematisch deutsche Wehrbauern angesiedelt werden sollten. Diese aggressive Ausweitung des Begriffs zu einem Eroberungs- und Vertreibungskonzept war ein Grund dafür, dass jüngere völkische Aktivisten ihn nach der Niederlage 1918 durch neue Begriff ersetzten und als Westforschung wissenschaftlich zu untermauern versuchten.

## Verhältnis zur deutschen Besatzungspolitik
Nach dem Beginn des Westfeldzugs am 10. Mai 1940 legte der Staatssekretär im Reichsministerium des Innern, Wilhelm Stuckart, eine im Auftrag Adolf Hitlers erstellte Denkschrift zur künftigen deutschen Westgrenze vor. Sie enthielt die wesentlichen Argumentationsschemata des „Westraum“-Diskurses und enthielt genaue Pläne zur „Aussiedlung“ der frankophonen Bevölkerung aus dem Nordosten und Osten Frankreichs. Die vorgeschlagene neue Westgrenze entsprach im Wesentlichen der im alldeutschen und völkischen Diskurs angenommenen Ausdehnung des „Westraumes“. Weitere Denkschriften etwa der Reichsstelle für Raumforschung zielten in eine ähnliche Richtung. Allerdings wurde die Neufestlegung der Grenze nicht unmittelbar, sondern in Form einer teilweisen Abriegelung des künftigen Okkupationsgebietes realisiert. Konkret wurde ein deutscher Gau Westmark imaginiert und erste Schritte dahin wurden unternommen.

## Primärliteratur
- Paul Ritterbusch, Carl Krauch, Hermann Roloff[AM 1] u. a. Hrsg.: Raumforschung und Raumordnung. Monatsschrift der Reichsarbeitsgemeinschaft für Raumforschung. 6. Jg. Heft 6/7, Vowinckel-Verlag, Heidelberg 1942. Darin: Hermann Roloff: Planung in den Niederlanden (20 S.) und Werner Schürmann: Belgien. Land und Landesplanung (10 S.)
- Arthur Seyß-Inquart (Hrsg.): Westland. Blätter für Landschaft, Geschichte und Kultur an Rhein, Mosel, Maas und Schelde. 2. Folge. Volk und Reich, Amsterdam z. B. 1943. Beiträge von Franz Petri, Wilhelm Lotz, Max Hildebert Boehm u. a.
- Friedrich Heiß (Hrsg.): Deutschland und der Westraum. In Zusammenarbeit mit Günter Lohse und Waldemar Wucher. Volk und Reich, Berlin 1941. Mit Bildern.[AM 2]
- „Westland-Serie“, 10 Folgen. Westland Verlag, Amsterdam 1942–1943 (in Niederländisch):
  1. De oorsprong van ons volk. 5000 jaar Noordsch-Germaansche kultuurontwikkeling
  2. Joodsche wereld-politiek
  3. Volksche cultureele opbouw
  4. Wachten achter Roosevelt
  5. De tegenstanders der rassenidee en hun strijdmethode
  6. De poort van Rusland opengebroken! 25 jaar Sovjet- en Jodenheerschappij. 25 jaar verschrikking en ellende
  7. De uitlezing in den erfstroom van het volk Gedachten over opvoeden en leiden
  8. Finlands heldenstrijd. De titanenstrijd van een klein land voor het groote Europa
  9. Kort overzicht der rassenkunde steunende op de „Rassenkunde des deutschen Volkes“